# Zanthoxylum fagara
El limoncillo o rabo de lagarto (Zanthoxylum fagara) es un árbol perteneciente a la familia de las rutáceas. Alcanza hasta 30 metros de altura. Su tronco está cubierto por abundantes espinas cónicas muy fuertes. Sus hojas están dispuestas en espiral y tienen de 3 a 7 foliolos. Habita desde México hasta Centroamérica desde el nivel del mar hasta los 900 m s. n. m.

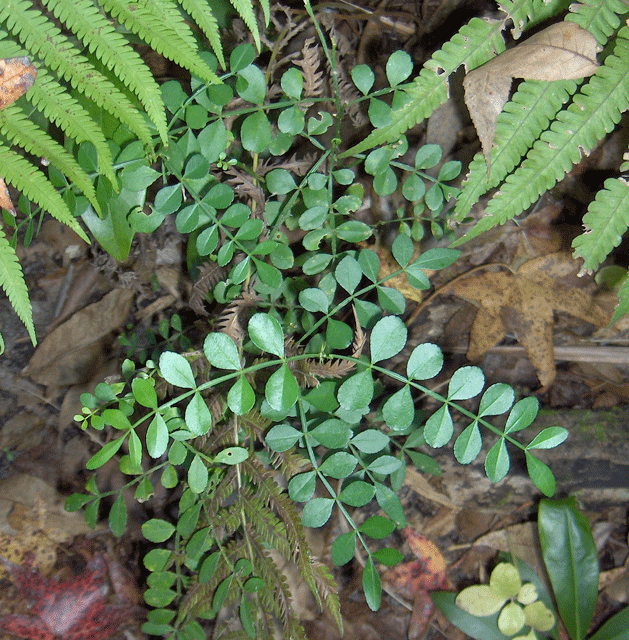
Detalle

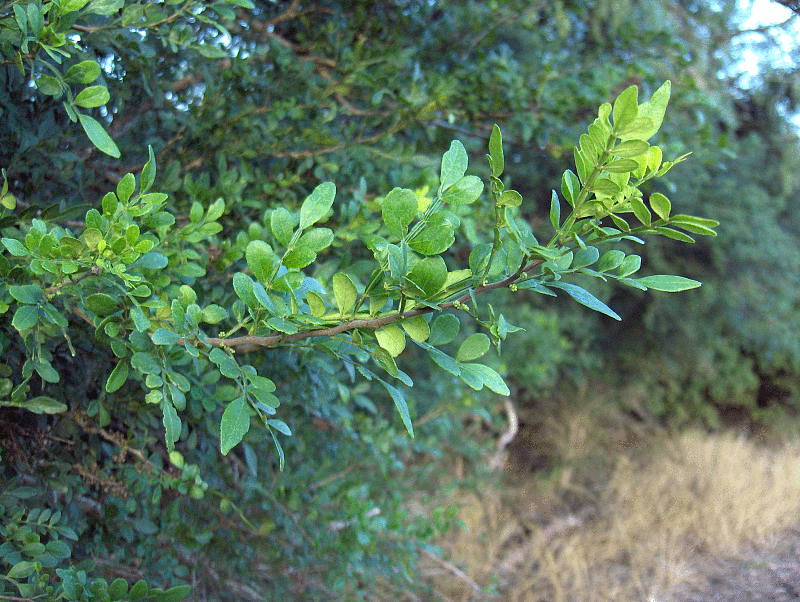
Vista de la planta

## Descripción
Es un arbusto o pequeño árbol que alcanza un tamaño de  2–12 m de alto, a veces decumbente, troncos y ramas armadas con acúleos. Las hojas alternas e imparipinnadas, de 4-9 cm de largo,  ápice obtuso, base truncada, margen crenulado. Las inflorescencias son terminales y axilares, de 1-3 cm de largo. Semillas de 3-4  mm de largo.

## Distribución y hábitat
Es una especie común, se encuentra en los bosques secos a húmedos, en la zona norcentral; a una altitud de 100–1200 metros desde Guatemala a Perú.  

## Taxonomía
Zanthoxylum fagara fue descrita por (Linneo) Sarg. y publicado en Garden & Forest 3(112): 186, en el año 1890.
Sinonimia
| - Fagara culantrillo (Kunth) Krug & Urb. - Fagara fagara (L.) Kuntze - Fagara hiemalis (A.St.-Hil.) Engl. - Fagara hyemalis (A. St.-Hil.) Engl. - Fagara lentiscifolia Humb. & Bonpl. ex Willd. - Fagara nigrescens R.E.Fr. - Fagara pterota L. - Fagara pterota var. guarantica Chodat & Hassl. - Pterota fagara (L.) Crantz - Schinus fagara L. - Zanthoxylum affine Kunth - Zanthoxylum aguilarii Standl. & Steyerm. - Zanthoxylum atoyacanum Lundell - Zanthoxylum atratum Alain - Zanthoxylum culantrillo var. paniculatum Engl. - Zanthoxylum fagara subsp. lentiscifolium (Humb. & Bonpl. ex Willd.) Reynel - Zanthoxylum friesii P.G.Waterman - Zanthoxylum hyemale A.St.-Hil. - Zanthoxylum lentiscifolium (Humb. & Bonpl. ex Willd.) Andersson - Zanthoxylum nicaraguense Standl. & L.O. Williams - Zanthoxylum nigrescens (Urb. & Ekman) J.Jiménez Alm. - ?'Zanthoxylum peckoltianum Engl. - Zanthoxylum praecox A. St.-Hil. - Zanthoxylum pterota (L.) Kunth - Zanthoxylum pterota var. guaraniticum (Chodat & Hassl.) P.G. Waterman - Zanthoxylum pterotum var. guaranticum (Chodat & Hassl.) P.G.Waterman - Zanthoxylum sonorense Lundell |

## Nombre común
- Castellano: colina, colima, correosa, uña de gato.[3]